# 流浪蜘蛛
流浪蜘蛛（Cupiennius）又稱香蕉蜘蛛，是新蛛亞目行蛛科的一个属，由歐仁·西蒙于1891年命名。它们的分佈範圍為墨西哥至南美洲西北部以及一些加勒比岛屿上。与危险有毒的Phoneutria不同，如果人類被香蕉蜘蛛咬伤，影响不大，後果和蜜蜂蜇伤差不多。该属下面的物種體型大小不一。